# Storia di altre storie (album)
Storia di altre storie è una raccolta di Francesco Guccini composta da canzoni scelte dallo stesso cantautore, uscita nel 2010.
Il brano "Nella giungla", con il testo in italiano di Guccini, è 
stato scritto da Renaud Séchan e musicato da Jean-Pierre Bucolo nel 2005. La canzone è stata incisa per la prima volta in questo album anche se, precedentemente, era già stata resa disponibile in download nel 2006 a sostegno della campagna internazionale a favore della liberazione di Íngrid Betancourt.

## Tracce
CD 1
1. Nella giungla (Dans La Jungle) (4.14) - Inedito su CD
2. Una canzone (4.36) - Tratta da Ritratti (2004)
3. Statale 17 (3.08) - Tratta da Folk beat n. 1 (1967)
4. Piccola città (4.35) - Tratta da Radici (1972)
5. Via Paolo Fabbri 43 (8.07) - Tratta da Via Paolo Fabbri 43 (1976)
6. Odysseus (4.27) - Tratta da Ritratti (2004)
7. Scirocco (5.41) - Tratta da Signora Bovary (1987)
8. Autogrill (4.53) - Tratta da Guccini (1983)
9. Canzone per il Che (5.13) - Tratta da Ritratti (2004)
10. L'avvelenata (4.35) - Tratta da Via Paolo Fabbri 43 (1976)
11. Un altro giorno è andato (3.28) - Inedito su CD (versione 45 giri)
12. In morte di S.F - Canzone per un'amica (3.36) - Tratta da Folk beat n. 1 (1967)
13. Lettera (4.19) - Tratta da D'amore di morte e di altre sciocchezze (1996)
14. Quello che non... (4.23) - Tratta da Quello che non... (1990)
15. Noi non ci saremo (5.11) - Tratta da Folk beat n. 1 (1967)
16. Canzone per Piero (6.14) - Tratta da Stanze di vita quotidiana (1974)

CD 2
1. Il frate (4.57) - Tratta da L'isola non trovata (1970)
2. Ophelia (2.23) - Tratta da Due anni dopo (1970)
3. Quattro stracci (4.09) - Tratta da D'amore di morte e di altre sciocchezze (1996)
4. Farewell (5.14) - Tratta da Parnassius Guccinii (1993)
5. Vorrei (5.18) - Tratta da D'amore di morte e di altre sciocchezze (1996)
6. Il pensionato (4.23) - Tratta da Via Paolo Fabbri 43 (1976)
7. Bisanzio (5.09) - Tratta da Metropolis (1981)
8. Inutile (5.26) - Tratta da Guccini (1983)
9. Canzone dei dodici mesi (6.58) - Tratta da Radici (1972)
10. Canzone di notte n. 2 (4.53) - Tratta da Via Paolo Fabbri 43 (1976)
11. Eskimo (8.10) - Tratta da Amerigo (1978)
12. Cirano (6.40) - Tratta da D'amore di morte e di altre sciocchezze (1996)
13. Dio è morto (Live) (3.02) - Tratta da ...quasi come Dumas... (1988)
14. La locomotiva (8.12) - Tratta da Radici (1972)
15. Incontro (3.35) - Tratta da Radici (1972)

## Classifica italiana
| Posizione | 12 | 7 | 12 | 19 | 29 | 38 |